# هانا كلارك
هانا كلارك (20 نوفمبر 1990 - ) (بالإنجليزية: Hannah Clark)‏ هي لاعبة كريكت بريطانية.